# Gentil Barreira
Gentil Barreira (Solonópole, 10 de fevereiro de 1895 — 10 de junho de 1970) foi um político brasileiro. Exerceu o mandato de deputado federal constituinte pelo Ceará em 1946. Filho  de Maria Claudina Pinheiro Barreira e José Lopes Barreira, nasceu na então cidade de Cachoeira, hoje conhecida como Solonópole. Participou ativamente da política nordestina e no âmbito pessoal, casou- se com Iracema Leão Barreira e com ela teve três filhos.

## Biografia e Carreira
Barreira iniciou seus estudos no Liceu do Ceará e posteriormente, concluiu o ensino superior na Faculdade de Direito do Ceará, em 1918. Ele teve uma carreira ampla na política. Entre os anos de 1928 e 1930, foi deputado estadual. Mas terminou o mandato com a Revolução de 1930, que aboliu as câmaras legislativas do Brasil.
Gentil Barreira teve um papel importante no Ceará. Foi promotor público em várias cidades do interior do estado e prefeito nas cidades de Fortaleza em 1935 e em Camocim, entre 1930 e 1935 e ministro do Tribunal de Contas do Ceará. Além de integrar o Conselho Administrativo do Ceará, também foi deputado estadual entre 1935 e 1937.
Assim que o Estado Novo (  período no qual Vargas governou o país, )chegou ao fim, em 1945, Gentil voltou a atuar na política brasileira se elegendo a deputado pelo estado do Ceará pela União Democrática Nacional (UDN), partido de oposição à Getúlio Vargas. Com a nova Constituição de 1946, o político continuou a legislar e fez parte da  Comissão Permanente de Serviço Público da Câmara, até o ano de 1951.
Gentil Barreira voltou a se reeleger em 1958, pela Coligação Cearense , que englobava: Partido Trabalhista Nacional (PTN), União Democrática Nacional (UDN) ,  Partido Republicano Trabalhista (PRT),  Partido Republicano (PR), Partido Social Progressista (PSP). Mas não chegou a ganhar as eleições, ficando apenas na suplência. Seu último mandato na Câmara foi 1959.
No ano de 1965, o Brasil já vivia sob os domínios da Ditadura Militar e foi em outubro deste ano que foi instituído o Ato Institucional n° 2, que extinguiu os partidos políticos e estabeleceu o bipartidarismo. Dado este cenário, Gentil se manteve na política filiando-se à  Aliança Renovadora Nacional ( Arena), partido que assegurou o período ditatorial no Brasil. Em 1966 concorreu a suplente do Senado com Menezes Pimentel.
Gentil faleceu no dia 10 de junho de 1970.